# Liste der Abgeordneten zum Kärntner Landtag (13. Gesetzgebungsperiode)
Diese Liste der Abgeordneten zum Kärntner Landtag (13. Gesetzgebungsperiode) listet alle Abgeordneten zum Kärntner Landtag in der 13. Gesetzgebungsperiode auf. Die Gesetzgebungsperiode begann mit der konstituierenden Sitzung des Landtags am 6. November 1923 und endete nach 43. Sitzungen mit der Angelobung des nachfolgenden Landtags am 21. Mai 1927.
Bei der Landtagswahl 1923 hatte die Einheitsliste, ein Wahlbündnis aus dem Landbund, der Christlichsozialen Partei und der Großdeutschen Volkspartei (GDVP) mit 24 Mandaten die absolute Mehrheit errungen. Auf den Landbund entfielen dabei 10 Mandate, auf die CS 9 Mandate und auf die GDVP 5 Mandate. Die Einheitsliste konnte dabei vier Mandate gegenüber den Einzelergebnissen der Parteien im Jahr 1921 gewinnen. Die Sozialistische Arbeiterpartei Österreichs (SDAP) verlor hingegen vier Mandate und stellte nur noch 15 der 42 Mandatare. Zudem zog die Partei der Kärntner Slowenen (KSS) mit 2 Mandaten und die Deutsche Nationalsozialistische Arbeiterpartei (DNSAP) mit einem Mandat in den Landtag ein. Beide Parteien konnten dabei ihren Mandatsstand von 1921 halten.
Nach der Angelobung der Abgeordneten wählte der Landtag am 6. November 1923 die Landesregierung Schumy.

## Funktionen

### Landtagspräsidenten
Vom Landtag wurde Franz Fattinger (GDVP) zum Ersten Landtagspräsidenten gewählt, das Amt des Zweiten Präsidenten hatte Julius Lukas (SDAP) inne. Das Amt des Dritten Landtagspräsidenten übernahm Karl Rokitansky (CS). Die drei Landtagspräsidenten wurden dabei in einem Wahlgang nach dem Listenwahlsystem gewählt, wobei auf den Wahlvorschlag der Einheitsliste für Fattinger und Rokitansky 25 Stimmen und auf den Wahlvorschlag der SDAP 15 Stimmen entfielen. Zwei Stimmzettel waren bei der Wahl leer geblieben.

### Klubobleute
Die über die Einheitsliste gewählten Abgeordneten schlossen sich im Landtag zum „Landtagsklub der Kärntner Einheitsliste“ zusammen und wählten Ferdinand Kernmaier (LB) zum Klubobmann, Franz Reinprecht (CS) zum Zweiten Klubobmann und Fritz Dörflinger (GDVP) zum Dritten Klubobmann. Die Abgeordneten der SDAP schlossen sich wiederum zum „Sozialdemokratischen Klub“ zusammen und bestimmten August Neutzler zum Klubobmann, während Franz Pichler-Mandorf die Funktion des Zweiten Obmanns übernahm. Zudem wählten die Abgeordneten der SDAP Hans Lagger zum Ersatzmann von Neutzler und Matthias Zeinitzer zum Ersatzmann von Lagger.

### Landtagsabgeordnete
| Name                  | Fraktion | Anmerkung                                                       |
| --------------------- | -------- | --------------------------------------------------------------- |
| Amlacher Michael      | SDAP     | am 21. Oktober 1926 für Johann Brandl angelobt                  |
| Brandl Johann         | SDAP     | Mandatsverzicht in der Sitzung vom 21. Oktober 1926 verkündet   |
| Dimnig Martin         | SDAP     |                                                                 |
| Dörflinger Fritz      | GDVP     |                                                                 |
| Egger Karl            | LB       | 1925 für Bernhard Schober angelobt                              |
| Ehrlich Franz         | CS       | am 27. September 1926 für Ernst Klopp-Vogelsang angelobt        |
| Fattinger Franz       | GDVP     |                                                                 |
| Feinig Michael        | LB       | 1925 für Simon Puschl angelobt                                  |
| Franz Mario           | LB       |                                                                 |
| Fuss Franz            | GDVP     | am 8. März 1927 für Josef Gatternigg angelobt                   |
| Gaggl Simon           | SDAP     |                                                                 |
| Gatternigg Josef      | GDVP     | Mandatsniederlegung in der Sitzung am 8. März 1927 verkündet    |
| Gritschacher Josef    | CS       |                                                                 |
| Grossauer Hans        | CS       |                                                                 |
| Hernler Johann        | CS       |                                                                 |
| Kernmaier Ferdinand   | LB       |                                                                 |
| Kircher Dora          | SDAP     |                                                                 |
| Klopp-Vogelsang Ernst | CS       | Mandatsverzicht in der Sitzung vom 27. September 1926 verkündet |
| Lagger Hans           | SDAP     |                                                                 |
| Leer Sylvester        | CS       |                                                                 |
| Lemisch Arthur        | LB       |                                                                 |
| Lora Georg            | SDAP     |                                                                 |
| Lubetz Karl           | SDAP     |                                                                 |
| Luger Florian         | SDAP     |                                                                 |
| Lukas Julius          | SDAP     |                                                                 |
| Melcher Peter         | SDAP     |                                                                 |
| Michner Alois         | DNSAP    |                                                                 |
| Neutzler August       | SDAP     |                                                                 |
| Petek Franc           | KSS      |                                                                 |
| Pichler Franz         | SDAP     |                                                                 |
| Poljanec Vinko        | KSS      |                                                                 |
| Pomaroli Gustav       | SDAP     |                                                                 |
| Puschl Simon          | LB       | bis 1925                                                        |
| Reinprecht Franz      | CS       |                                                                 |
| Rettl Josef           | LB       |                                                                 |
| Rokitansky Karl       | CS       |                                                                 |
| Rothwangl Leopold     | SDAP     |                                                                 |
| Sattlegger Hans       | LB       |                                                                 |
| Schauer Lorenz        | GDVP     |                                                                 |
| Schmid Alois          | GDVP     |                                                                 |
| Schober Bernhard      | LB       | 1925 ausgeschieden                                              |
| Schumy Vinzenz        | LB       |                                                                 |
| Strießnigg Karl       | LB       |                                                                 |
| Tomaschitz Peter      | CS       |                                                                 |
| Traussnig Koloman     | CS       |                                                                 |
| Wressnig Franz        | LB       |                                                                 |
| Zeinitzer Matthias    | SDAP     |                                                                 |

## Ausschüsse
Nach der Konstituierung des Landtags bildete der Landtag fünf Ausschüsse. Dies waren der Finanzausschuss, der
Verfassungsausschuss, der Rechtsausschuss, der Land- und volkswirtschaftliche Ausschuss und der Bauausschuss.